# The Shores of Molokai
The Shores of Molokai es el trigésimo séptimo álbum de estudio del guitarrista Buckethead y el séptimo de la serie Pikes
El álbum fue lanzado en formato digital el 9 de agosto de 2012 en iTunes, y en formato físico el 25 de agosto de ese mismo año.

## Lista de canciones
| N.º | Título                          | Duración |  |
| 1.  | «Intro»                         | 0:48     |  |
| 2.  | «The Shores of Molokai»         | 4:18     |  |
| 3.  | «The 5 Masters of Decapitation» | 3:57     |  |
| 4.  | «Henry's New Home»              | 2:15     |  |
| 5.  | «Counter Clockwise»             | 2:22     |  |
| 6.  | «Stumps on Stilts»              | 2:57     |  |
| 7.  | «Mannequins Are My Friend»      | 2:12     |  |
| 8.  | «Smile Without a Face»          | 2:54     |  |
| 9.  | «Hatchet»                       | 4:45     |  |
| 10. | «Thermal Exhaust Port»          | 2:35     |  |
| 11. | «Melting Man»                   | 2:31     |  |

## Lanzamiento
| Fecha                | Sello          | Formato          | País           |
| -------------------- | -------------- | ---------------- | -------------- |
| 9 de agosto de 2012  | Bucketheadland | Descarga digital | Estados Unidos |
| 25 de agosto de 2012 | Bucketheadland | CD               | Estados Unidos |

## Créditos
- Buckethead - guitarra
- Dan Monti - bajo y remezclas
- P. Sticks - ilustraciones
- Brewer - programación, remezclas, voz en canción 4.